# 8 września
8 września jest 251. (w latach przestępnych 252.) dniem w kalendarzu gregoriańskim. Do końca roku pozostaje 114 dni.

## Święta
- Imieniny obchodzą: Adam, Adrian, Adriana, Adrianna, Alan, Amon, Bratumił, Euzebiusz, Maria, Nestor, Radosław, Radosława, Serafina, Sergiusz, Teofil, Wiola i Zenon.
- Andora – święto narodowe
- Macedonia Północna – Święto Niepodległości
- Międzynarodowe:
  - Międzynarodowy Dzień Alfabetyzacji (pod patronatem UNESCO)[1]
  - Światowy Dzień Fizjoterapii
- Polska – Dzień Dobrej Wiadomości, Dzień Ratownika Medycznego[2]
- Wspomnienia i święta w Kościele katolickim[3][4] obchodzą:
  - Narodzenie Najświętszej Maryi Panny (Matki Bożej Siewnej)
  - Najświętsza Maryja Panna Gietrzwałdzka[5] (zob. objawienie w Gietrzwałdzie)
  - bł. Adam Bargielski (męczennik)
  - bł. Alan de Rupe (zm. 1475, kapłan)
  - bł. Antoni Fryderyk Ozanam
  - św. Belina z Landreville, dziewica i męczennica
  - św. Korbinian (biskup)
  - bł. Janusz z Uppsali, dominikanin, arcybiskup i prymas Szwecji
  - bł. Serafina Sforza (zm. 1478, klaryska i ksieni)
  - św. Sergiusz I (papież)

## Wydarzenia w Polsce
- 1453 – Jan Kapistran założył w Krakowie pierwszy w Polsce klasztor obserwantów.
- 1487 – Wojna polsko-turecka: zwycięstwo wojsk polskich w bitwie pod Kopystrzyniem.
- 1466 – Wojna trzynastoletnia: rozpoczęły się polsko-krzyżackie negocjacje pokojowe w Toruniu.
- 1514 – Wojna litewsko-moskiewska: zwycięstwo wojsk polsko-litewskich w bitwie pod Orszą.
- 1655 – Potop szwedzki: wojska szwedzkie zajęły Warszawę.
- 1717 – Biskup chełmski Krzysztof Jan Szembek koronował koronami papieskimi Obraz Matki Boskiej Częstochowskiej.
- 1792 – W Warszawie odbyła się premiera dramatu mieszczańskiego Wojciecha Bogusławskiego Henryk VI na łowach.
- 1831 – Powstanie listopadowe: skapitulowała Warszawa.
- 1899 – Wmurowano kamień węgielny pod budowę gmachu głównego Politechniki Warszawskiej.
- 1900 – W Bielsku (obecnie Bielsko-Biała) odsłonięto pomnik Marcina Lutra.
- 1914 – I wojna światowa:
  - Koło Żółkwi odbyła się pierwsza w historii walka samolotów. Rosyjski pilot Piotr Niestierow staranował austriacki samolot rozpoznawczy, w wyniku czego samoloty rozbiły się, a Niestierow i dwóch lotników austriackich zginęli.
  - Rozpoczęła się niemiecko-rosyjska bitwa nad jeziorami mazurskimi.
- 1927 – Publicysta i pisarz Tadeusz Dołęga-Mostowicz został ciężko pobity na ulicy w Warszawie przez sanacyjnych bojówkarzy, a następnie wywieziony na skraj lasu pod Warszawą i tam nieprzytomny wrzucony do glinianki. Życie uratował mu przypadkowy świadek.
- 1935:
  - Na cmentarzu kościoła Świętych Apostołów Filipa i Jakuba w Żorach rozbił się wojskowy samolot towarzyszący Lublin R-XIII, w wyniku czego zginęło dwóch członków jego załogi.
  - Odbyły się wybory do Sejmu RP.
- 1938 – Premiera filmu Druga młodość w reżyserii Michała Waszyńskiego.
- 1939 – Kampania wrześniowa:
  - Niemcy spalili żywcem 60 Żydów w synagodze w Lipsku na Mazowszu.
  - Rozpoczęła się dwudniowa bitwa pod Iłżą pomiędzy związkami taktycznymi południowego zgrupowania polskiej Armii „Prusy” a niemieckim 15 Korpusem Lekkim gen. Hermanna Hotha.
  - Rozpoczęła się obrona Warszawy.
  - Stoczono bitwy pod Barakiem, pod Wolą Cyrusową i Odrzywołem.
  - We wsi Opatowiec na Kielecczyźnie Niemcy rozstrzelali 45 polskich jeńców.
  - Wojska niemieckie zajęły Łódź i Radom.
  - W procesie pierwszej grupy obrońców Poczty Polskiej w Gdańsku niemiecki sąd polowy skazał na śmierć 28 osób.
- 1944:
  - 39. dzień powstania warszawskiego: na Mokotowie sytuacja stabilna. Pożary na Pradze.
  - W ramach akcji „Burza” na Czerwonym Bagnie została stoczona największa na Podlasiu bitwa partyzancka 9. Pułku Strzelców Konnych Armii Krajowej pod dowództwem rotmistrza Wiktora Konopki, w której zginęło około 110 partyzantów (w tym dowódca) i 1500 Niemców.
  - Oddział NSZ odniósł zwycięstwo w bitwie pod Rząbcem na Kielecczyźnie z oddziałem AL i grupą radzieckich skoczków spadochronowych.
- 1945 – Otwarto Muzeum Lubuskie im. Jana Dekerta w Gorzowie Wielkopolskim.
- 1958 – W katastrofie balonu w Szatarpach koło Kościerzyny zginął dwukrotny zdobywca Pucharu Gordona Bennetta mjr Franciszek Hynek.
- 1968 – 59-letni Ryszard Siwiec dokonał samospalenia podczas uroczystości dożynkowych na Stadionie Dziesięciolecia w Warszawie, protestując w ten sposób przeciwko inwazji wojsk Układu Warszawskiego na Czechosłowację. W wyniku odniesionych oparzeń zmarł w szpitalu 4 dni później.
- 1970 – Premiera filmu Krajobraz po bitwie w reżyserii Andrzeja Wajdy.
- 1972 – Sąd Wojewódzki w Opolu skazał Jerzego Kowalczyka na karę śmierci, a jego brata Ryszarda na 25 lat pozbawienia wolności za wysadzenie 7 października 1971 roku auli miejscowej Wyższej Szkoły Pedagogicznej.
- 1977 – Na antenie TVP1 wyemitowano premierowe wydanie programu popularnonaukowego Sonda.
- 1981 – Z inicjatywy Henryka Sicińskiego, ostrowskiego delegata na I Krajowy Zjazd Delegatów NSZZ „Solidarność”, uchwalono Posłanie do ludzi pracy Europy Wschodniej.
- 1984 – Premiera filmu wojennego Umarłem, aby żyć w reżyserii Stanisława Jędryki.
- 1993 – 7 osób zginęło, a ponad 50 zostało rannych w katastrofie tramwaju w Poznaniu.
- 1997 – Premiera filmu Historie miłosne w reżyserii Jerzego Stuhra.
- 1999 – W rozegranym w Warszawie meczu eliminacyjnym do Mistrzostw Europy Polska zremisowała bezbramkowo z Anglią.
- 2000 – Premiera filmu Życie jako śmiertelna choroba przenoszona drogą płciową w reżyserii Krzysztofa Zanussiego.
- 2006:
  - Premiera filmu Plac Zbawiciela w reżyserii w reżyserii Krzysztofa Krauzego i Joanny Kos-Krauze.
  - Sejm RP przyjął ustawę o zmianie Konstytucji dopuszczającą ekstradycję obywatela polskiego.
- 2011 – W ramach polskiej prezydencji w Radzie Unii Europejskiej we Wrocławiu rozpoczął się Europejski Kongres Kultury.

## Wydarzenia na świecie
- 1011 – Wojska duńskie pod wodzą Thorkella Wysokiego rozpoczęły oblężenie Canterbury.
- 1100 – Dokonano wyboru antypapieża Teodoryka.
- 1253 – Papież Innocenty IV kanonizował biskupa krakowskiego Stanisława ze Szczepanowa, zamordowanego w 1079 roku na rozkaz króla Bolesława II Szczodrego.
- 1276 – Portugalski kardynał Pedro Julião został wybrany na papieża i przyjął imię Jan XXI.
- 1278 – Zawarto porozumienie ustanowiające podwójne zwierzchnictwo nad Andorą katalońskiego biskupa z miasta La Seu d’Urgell i francuskiego hrabiego de Foix jako jej współksięciami. System ten, z korektami, przetrwał do dziś.
- 1298 – Zwycięstwo floty genueńskiej nad wenecką w bitwie morskiej pod Curzolą.
- 1331 – Stefan Urosz IV Duszan został królem Serbii.
- 1380 – W bitwie na Kulikowym Polu wojska Dymitra Dońskiego odniosły zwycięstwo nad Tatarami.
- 1504 – We Florencji odsłonięto rzeźbę Dawid Michała Anioła.
- 1529 – Założono miasto Maracaibo w Wenezueli.
- 1551 – Założono miasto Vitória w Brazylii.
- 1563 – Maksymilian II Habsburg został królem Węgier i Chorwacji.
- 1565:
  - Na terenie dzisiejszego miasta St. Augustine na Florydzie odbyły się pierwsze, udokumentowane obchody Dnia Dziękczynienia.
  - Turcy osmańscy rozpoczęli odwrót z Malty po kilkumiesięcznym, zakończonym ich wielkimi stratami oblężeniu.
- 1581 – I wojna polsko-rosyjska: wojska polskie pod dowództwem króla Stefana Batorego rozpoczęły oblężenie Pskowa.
- 1636 – W Newtowne (obecnie Cambridge) w Kolonii Zatoki Massachusetts założono Uniwersytet Harvarda (jako Harvard College).
- 1642 – Wykonano wyrok śmierci na skazanym za zoofilię mieszkańcu Kolonii Zatoki Massachusetts w Nowej Anglii Thomasie Grangerze. Był on pierwszą osobą skazaną na śmierć i straconą w tej kolonii oraz pierwszym znanym małoletnim straconym na terytorium dzisiejszych Stanów Zjednoczonych.
- 1689 – Wojna Francji z Ligą Augsburską: skapitulował po oblężeniu francuski garnizon w Moguncji.
- 1690 – VII wojna wenecko-turecka: nierozstrzygnięta bitwa morska pod Mytilini.
- 1701 – Mechitar z Sebasty założył w Konstantynopolu zakon mechitarystów o regule benedyktyńskiej, będący jedynym ormiańskokatolickim zakonem mniszym na świecie.
- 1710 – III wojna północna: wojska rosyjskie zdobyły szwedzki Kexholm (Prioziersk).
- 1712 – Wojna o sukcesję hiszpańską: po miesięcznym oblężeniu skapitulował przed wojskami francuskimi holenderski garnizon w Douai.
- 1713 – Papież Klemens XI wydał konstytucję apostolską Unigenitus Dei Filius.
- 1755 – Brytyjska wojna z Francuzami i Indianami: zwycięstwo wojsk brytyjskich nad francuskimi w bitwie nad Lake George.
- 1761 – Król Wielkiej Brytanii Jerzy III Hanowerski ożenił się z Zofią Charlottą Mecklenburg-Strelitz.
- 1775 – Na Malcie wybuchło stłumione tego samego dnia powstanie księży przeciwko zakonowi joannitów.
- 1788 – Wojna o niepodległość Stanów Zjednoczonych: zwycięstwo wojsk brytyjskich w bitwie pod Eutaw Springs.
- 1793 – I koalicja antyfrancuska: zwycięstwo wojsk francuskich nad brytyjsko-hanowerskimi w bitwie pod Hondschoote.
- 1796 – I koalicja antyfrancuska: zwycięstwo wojsk francuskich nad austriackimi w bitwie pod Bassano.
- 1798 – Rewolucja irlandzka: zwycięstwo wojsk brytyjskich w bitwie pod Ballinamuck.
- 1799 – W Republice Batawskiej (obecnie Holandia) sformowano Legię Naddunajską, formację wojskową złożoną z byłych żołnierzy armii austriackiej narodowości polskiej.
- 1805 – Rozpoczęła się wojna Francji z III koalicją.
- 1831 – Wilhelm IV Hanowerski został koronowany na króla Wielkiej Brytanii.
- 1833 – Rosja i Austria podpisały układ w Munchengratz, na mocy którego zobowiązały się wspólnie zwalczać ruchy rewolucyjne.
- 1844 – Poświęcono kościół św. Ludwika w Monachium.
- 1847 – Wojna amerykańsko-meksykańska: zwycięstwo wojsk amerykańskich w bitwie pod Molino del Rey.
- 1848 – Manuel Jimenes został prezydentem Dominikany.
- 1860 – Ponad 300 osób zginęło po zatonięciu parowca „Lady Elgin” na jeziorze Michigan.
- 1862 – W Nowogrodzie Wielkim odsłonięto Pomnik Tysiąclecia Rosji.
- 1863 – Wojna secesyjna: zwycięstwo Konfederatów w II bitwie morskiej pod Sabine Pass.
- 1871:
  - Na łamach „British Journal of Photography” brytyjski lekarz i wynalazca Richard Leach Maddox poinformował o odkryciu techniki bromo-żelatynowej, co umożliwiło wcześniejsze przygotowanie kliszy fotograficznej i skrócenie czasu jej naświetlania.
  - Niemiecki astronom Christian Peters odkrył planetoidę (116) Sirona.
- 1873 – W belgijskiej Gandawie powołano Instytut Prawa Międzynarodowego.
- 1888:
  - Kuba Rozpruwacz zamordował swą drugą „kanoniczną” ofiarę, prostytutkę Annie Chapman.
  - W rosyjskim mieście Ufa oddano do użytku most kolejowy nad rzeką Biełaja.
  - Zainaugurowała rozgrywki angielsko-walijska The Football League, pierwsza liga piłkarska na świecie.
- 1891 – Francuski astronom Auguste Charlois odkrył planetoidę (316) Goberta.
- 1900 – Około 8 tys. osób zginęło w Galveston w Teksasie wskutek przejścia huraganu.
- 1901 – W Barcelonie rozpoczęła działalność Escuela Moderna (pl. Nowoczesna Szkoła), założona przez Francesca Ferrera.
- 1902 – W mieście Candela w południowych Włoszech wojsko otworzyło ogień do protestujących chłopów, zabijając 8 i raniąc ok. 20 osób.
- 1905 – We włoskiej Kalabrii w trzęsieniu ziemi o sile 6,7–6,8 stopnia w skali Richtera zginęło od 557 do 5000 osób.
- 1910 – Założono miasto Mirassol w Brazylii.
- 1914 – Szeregowiec Thomas Highgate został pierwszym brytyjskim żołnierzem straconym za dezercję podczas I wojny światowej.
- 1915 – I wojna światowa:
  - Na Morzu Północnym zderzyły się niemieckie niszczyciele V 1 i G 12, który zatonął wraz z 47-osobową załogą.
  - W wyniku wybuchu 300-kilogramowej bomby zrzuconej przez niemiecki sterowiec na budynek przy Farringdon Road 61 w Londynie zginęły 22 osoby.
- 1919 – W czasie huraganu w Cieśninie Florydzkiej zatonął hiszpański parowiec SS „Valbanera” wraz z wszystkimi 488 osobami na pokładzie.
- 1921 – W Atlantic City 16-letnia Margaret Gorman jako pierwsza w historii zdobyła tytuł Miss America.
- 1922 – Założono czeski klub piłkarski FC Banik Ostrava.
- 1923 – 23 marynarzy zginęło w wyniku katastrofy 7 niszczycieli przy Przylądku Honda w Kalifornii.
- 1926 – Niemcy zostały przyjęte do Ligi Narodów ze stałym miejscem w jej Radzie.
- 1927 – Amerykanin Clyde Cessna założył produkującą lekkie samoloty firmę Cessna.
- 1930 – Kompania 3M wprowadziła do sprzedaży przezroczystą taśmę klejącą.
- 1933 – Ghazi I został królem Iraku
- 1934 – U wybrzeży stanu New Jersey doszło do pożaru na statku pasażerskim „Moro Castle”, w wyniku czego zginęły 134 osoby.
- 1935 – W budynku stanowego Kapitolu w Baton Rouge w Luizjanie został postrzelony przez zamachowca senator i były gubernator tego stanu Huey Long. W wyniku odniesionych obrażeń zmarł 2 dni później w szpitalu.
- 1941 – Front wschodni: rozpoczęło się oblężenie Leningradu.
- 1943:
  - Kampania śródziemnomorska: rozpoczęła się bitwa o Dodekanez.
  - W wyniku nalotu 130 amerykańskich bombowców B-17 na miasto Frascati koło Rzymu zginęło 500 cywilów i 200 żołnierzy niemieckich.
  - Została ogłoszona kapitulacja Włoch.
- 1944:
  - Został sformowany polski 663 Dywizjon Samolotów Artylerii.
  - Pierwsze niemieckie pociski rakietowe V2 zostały wystrzelone na Paryż i Londyn.
- 1945 – Dowódca wojsk okupacyjnych w Japonii gen. Douglas MacArthur przybył do Tokio.
- 1946 – 95,6% spośród głosujących w referendum opowiedziało się za zniesieniem monarchii w Bułgarii.
- 1948 – Ustanowiono flagę Korei Północnej.
- 1949:
  - Premiera brytyjskiego melodramatu Pod znakiem Koziorożca w reżyserii Alfreda Hitchcocka.
  - Rozpoczęto budowę metra w kanadyjskim Toronto.
- 1951 – W San Francisco odbyła się konferencja pokojowa z udziałem 48 państw, na której Japonia zaakceptowała deklarację poczdamską i podpisała traktat pokojowy o formalnym zakończeniu wojny na Oceanie Spokojnym oraz traktat bezpieczeństwa z USA.
- 1954 – Utworzono Organizację Paktu Południowo-Wschodniej Azji (SEATO).
- 1956 – Kanclerz Niemiec Zachodnich Konrad Adenauer złożył pierwszą po wojnie wizytę w ZSRR.
- 1957 – W hiszpańskiej Saragossie otwarto stadion La Romareda.
- 1960:
  - Premiera amerykańskiej komedii romantycznej Pokochajmy się w reżyserii George’a Cukora.
  - ZSRR i Kuba nawiązały stosunki dyplomatyczne.
- 1961 – Założono pierwszy peruwiański Park Narodowy Cutervo.
- 1966 – Premiera pierwszego odcinka amerykańskiego serialu telewizyjnego Star Trek: The Original Series.
- 1967:
  - 39 marynarzy zginęło w wyniku eksplozji i pożaru na znajdującym się na Morzu Norweskim radzieckim atomowym okręcie podwodnym K-3 „Leninskij Komsomoł”.
  - Wystrzelono amerykańską sondę księżycową Surveyor 5.
- 1969 – Arabscy terroryści obrzucili granatami w odstępie kilku minut izraelskie ambasady w Hadze i Bonn oraz biuro izraelskich linii lotniczych El Al w Brukseli, w wyniku czego rannych zostało 3 pracowników linii oraz klient.
- 1970 – Krótko po starcie z Portu lotniczego Johna F. Kennedyʼego w Nowym Jorku do lotu technicznego do Waszyngtonu rozbił się Douglas DC-8 należący do Trans International Airlines, w wyniku czego zginęli obaj piloci, inżynier pokładowy i 8 stewardes.
- 1974:
  - 88 osób zginęło u wybrzeży greckiej wyspy Kefalinia w wyniku wybuchu bomby na pokładzie lecącego z Tel Awiwu do Nowego Jorku amerykańskiego Boeinga 707.
  - Prezydent USA Gerald Ford ułaskawił in blanco swego poprzednika Richarda Nixona za wszystkie przestępstwa jakich dopuścił się on w czasie swej prezydentury.
- 1978:
  - Wojska rządowe dokonały masakry kilkuset demonstrantów w Teheranie (tzw. „Czarny Piątek”); początek rewolucji islamskiej.
  - Została odkryta kometa 84P/Giclas.
- 1986 – Papież Jan Paweł II spotkał się w trakcie wizyty w Liechtensteinie z księciem Franciszkiem Józefem II.
- 1989:
  - 55 osób zginęło w katastrofie lecącego z Oslo do Hamburga samolotu Convair 580 należącego do norweskich linii lotniczych Partnair.
  - W chilijskim Santiago założono Uniwersytet Andyjski.
  - W Kijowie powstał Ludowy Ruch Ukrainy.
- 1990 – W Estonii założono Partię Socjaldemokratyczną.
- 1991 – Macedonia uzyskała niepodległość (od Jugosławii).
- 1992 – W Moskwie podpisano porozumienie o wycofaniu wojsk rosyjskich z terytorium Litwy do 31 sierpnia 1993 roku.
- 1994:
  - Ostatni żołnierze amerykańscy, francuscy i brytyjscy opuścili Berlin.
  - Podczas podchodzenia do lądowania w Pittsburghu (Pensylwania) rozbił się Boeing 737 należący do US Airways, w wyniku czego zginęły 132 osoby.
- 1996 – 90% spośród głosujących w referendum na japońskiej Okinawie opowiedziało się za redukcją amerykańskiej obecności wojskowej na tej wyspie.
- 1999:
  - Premiera filmu American Beauty w reżyserii Sama Mendesa.
  - W południowo-wschodniej dzielnicy Moskwy doszło do eksplozji ładunku ok. 400 kg materiałów wybuchowych umieszczonego na parterze 9-piętrowego bloku mieszkalnego, w wyniku czego zginęły 94 osoby, a 150 zostało rannych.
- 2000 – Albania została przyjęta do Światowej Organizacji Handlu (WTO).
- 2003 – Premier Ariel Szaron przybył jako pierwszy izraelski polityk na tym szczeblu z oficjalną wizytą do Indii.
- 2004 – Sonda kosmiczna Genesis rozbiła się podczas lądowania na pustyni w stanie Utah.
- 2005 – Na Ukrainie upadł pierwszy rząd Julii Tymoszenko.
- 2006:
  - Co najmniej 31 osób zginęło, a 125 zostało rannych w wybuchu trzech bomb w Malegaon w indyjskim stanie Maharasztra.
  - Zamachowiec-samobójca staranował w pobliżu amerykańskiej ambasady w Kabulu konwój wojskowy, zabijając 14 Afgańczyków i 2 żołnierzy amerykańskich.
  - Zlikwidowano bazę NATO w islandzkim Keflavíku.
- 2007:
  - 30 osób zginęło, a 47 zostało rannych w samobójczym zamachu bombowym na baraki wojskowe w porcie Dellys w Algierii.
  - Ernest Bai Koroma wygrał wybory prezydenckie w Sierra Leone.
- 2009:
  - 79 osób zginęło, a 14 zostało rannych w wyniku wybuchu gazu w kopalni w Pingdingshan w Chinach.
  - Malam Bacai Sanhá został po raz drugi prezydentem Gwinei Bissau.
- 2011:
  - Otwarto Juventus Stadium w Turynie, wybudowany w miejscu wyburzonego Stadio delle Alpi.
  - Z okazji 20. rocznicy niepodległości w stolicy Macedonii Skopje odsłonięto pomnik Wojownik na koniu.
- 2014 – Hajdar al-Abadi został premierem Iraku.
- 2016 – Z bazy sił powietrznych na Półwyspie Canaveral na Florydzie wystrzelono sondę NASA OSIRIS-REx z misją sprowadzenia na Ziemię próbek planetoidy (101955) Bennu.
- 2017 – William Lai został premierem Tajwanu.
- 2019 – Giorgi Gacharia został premierem Gruzji.
- 2021 – 49 osób zginęło, a 72 zostały ranne w pożarze więzienia w Tangerang w Indonezji.
- 2022 – Po śmierci królowej Wielkiej Brytanii Elżbiety II nowym monarchą został 73-letni syn królowej książę Karol z Walii, przyjmując imię Karola III.
- 2023 – 2960 osób zginęło, a 6125 zostało rannych w trzęsieniu ziemi w regionie Marrakesz-Safi w Maroku.

## Astronomia
- 2040 – Dojdzie do tzw. wielkiej koniunkcji, w czasie której w gwiazdozbiorze Panny spotkają się: Merkury, Wenus, Mars, Jowisz, Saturn i Księżyc.

## Urodzili się
- 801 – Oskar, arcybiskup Bremy i Hamburga, święty (zm. 865)
- 828 – Ali an-Naki, imam szyicki (zm. 868)
- 1157 – Ryszard I Lwie Serce, król Anglii (zm. 1199)
- 1207 – Sancho II, król Portugalii (zm. 1248)
- 1271 – Karol Martel Andegaweński, tytularny król Węgier (zm. 1295)
- 1380 – Bernardyn ze Sieny, włoski franciszkanin, święty (zm. 1444)
- 1413 – Katarzyna de Vigri, włoska klaryska, mistyczka, święta (zm. 1463)
- 1442 – John de Vere, angielski arystokrata, dowódca wojskowy (zm. 1513)
- 1456 – Bernardino Lopez de Carvajal, hiszpański kardynał (zm. 1523)
- 1471 – Wilhelm III Młodszy, landgraf Górnej Hesji (zm. 1500)
- 1474 – Ludovico Ariosto, włoski poeta (zm. 1533)
- 1497 – (lub 1499) Stanisław Górski, polski duchowny katolicki, historyk, kolekcjoner (zm. 1572)
- 1499 – Pietro Martire Vermigli, włoski zakonnik, następnie kalwiński teolog i pisarz (zm. 1562)
- 1515 – Alfonso Salmerón, hiszpański jezuita, teolog, biblista (zm. 1585)
- 1571 – Barbara Woroniecka, przypuszczalna nieślubna córka króla Zygmunta II Augusta (zm. po 1615)
- 1572 – Piotr Casani, włoski pijar, błogosławiony (zm. 1647)
- 1584 – Grégoire de Saint-Vincent, flamandzki matematyk (zm. 1667)
- 1588 – Marin Mersenne, francuski minimita, teolog, filozof, matematyk, teoretyk muzyki (zm. 1648)
- 1591 – Angélique Arnauld, francuska cysterka (zm. 1661)
- 1621 – Ludwik II Burbon, książę Condé, marszałek Francji (zm. 1686)
- 1633 – Ferdynand IV Habsburg, król Czech, Węgier i Niemiec (zm. 1654)
- 1635 – Paul I Esterházy, austriacki książę, feldmarszałek, poeta, kompozytor pochodzenia węgierskiego (zm. 1713)
- 1650 – Johann Friedrich Karcher, niemiecki architekt, budowniczy, projektant krajobrazu (zm. 1726)
- 1672:
  - Nicolas de Grigny, francuski kompozytor, organista (zm. 1703)
  - Aleksander Paweł Sapieha, marszałek wielki litewski (zm. 1734)
- 1683 – Cosme de Villiers de Saint Étienne, francuski karmelita, kaznodzieja, bibliograf (zm. 1758)
- 1685 – Carl Gottlieb Ehler, niemiecki matematyk, burmistrz Gdańska (zm. 1753)
- 1698 – François Francœur, francuski kompozytor (zm. 1787)
- 1706:
  - Francesco Maria Banditi, włoski duchowny katolicki, arcybiskup Benewentu, kardynał (zm. 1796)
  - Antoine de Favray, francuski malarz (zm. 1798)
- 1711 – Flavio Chigi, niemiecki kardynał (zm. 1771)
- 1718 – Jan Michał Dąbrowski, polski pułkownik (zm. 1779)
- 1737 – Adolf Kamieński, polski pijar, pedagog, tłumacz (zm. 1781)
- 1746 – Michał Dymitr Krajewski, polski pisarz (zm. 1817)
- 1749:
  - Dominique Joseph Garat, francuski hrabia, polityk (zm. 1833)
  - Yolande Martine Gabrielle de Polastron, francuska arystokratka (zm. 1793)
- 1753 – Mikołaj Hutten-Czapski, polski hrabia, generał (zm. 1833)
- 1755 – James Graham, brytyjski arystokrata, polityk (zm. 1836)
- 1760 – Luigi Cherubini, włoski kompozytor (zm. 1842)
- 1767 – August Wilhelm Schlegel, niemiecki pisarz, językoznawca, tłumacz (zm. 1845)
- 1769 – Mariano Luis de Urquijo, hiszpański polityk, tłumacz (zm. 1817)
- 1774 – Anna Katarzyna Emmerich, niemiecka mistyczka, błogosławiona (zm. 1824)
- 1775 – Michał Pełczyński, polski generał, topograf (zm. 1833)
- 1776 – Ludwig zu Dohna-Schlobitten, pruski oficer, arystokrata (zm. 1814)
- 1779 – Mustafa IV, sułtan Imperium Osmańskiego (zm. 1808)
- 1781 – Ferdynand Maria Chotek, czeski hrabia, duchowny katolicki, arcybiskup metropolita ołomuniecki (zm. 1836)
- 1783 – Nikolai Frederik Severin Grundtvig, duński pastor, filozof, polityk, prozaik, poeta (zm. 1872)
- 1788:
  - William Collins, brytyjski malarz (zm. 1847)
  - Adrian Krzyżanowski, polski matematyk, historyk, tłumacz (zm. 1852)
- 1790 – Edward Law, brytyjski arystokrata, polityk (zm. 1871)
- 1791 – Georg von Maydell, rosyjski podpułkownik, działacz państwowy pochodzenia niemiecko-bałtyckiego (zm. 1876)
- 1799 – William Young, kanadyjski polityk, premier Nowej Szkocji (zm. 1887)
- 1804 – Eduard Mörike, niemiecki duchowny luterański, poeta, tłumacz (zm. 1875)
- 1808 – Józef Hoppe, polski duchowny i teolog katolicki, pedagog pochodzenia niemieckiego (zm. 1887)
- 1812
  - Laura von Hardenberg, niemiecka arystokratka (zm. 1857)
  - Józef Warszewicz, polski podróżnik, botanik, ogrodnik (zm. 1866)
- 1814 – Charles Etienne Brasseur de Bourbourg, francuski pisarz, historyk, etnograf, archeolog (zm. 1874)
- 1815:
  - Małgorzata Bays, szwajcarska tercjarka franciszkańska, stygmatyczka, błogosławiona (zm. 1879)
  - Giuseppina Strepponi, włoska śpiewaczka operowa (sopran) (zm. 1897)
- 1819 – Fontes Pereira de Melo, portugalski polityk, premier Portugalii (zm. 1887)
- 1820 – William Thomas Hamilton, amerykański prawnik, rolnik, polityk, senator (zm. 1888)
- 1825 – Alexandru Cihac, rumuński filolog, językoznawca (zm. 1887)
- 1828 – George Crook, amerykański generał (zm. 1890)
- 1830 – Frédéric Mistral, francuski poeta, filolog, leksykograf, laureat Nagrody Nobla (zm. 1914)
- 1831 – Wilhelm Raabe, niemiecki pisarz (zm. 1910)
- 1833:
  - Adrian Głębocki, polski malarz, rysownik, litograf, pedagog (zm. 1905)
  - Giuseppe Antonio Ermenegildo Prisco, włoski duchowny katolicki, arcybiskup Neapolu, kardynał (zm. 1923)
- 1834 – Konstantin Kuczin, rosyjski anatom, histolog (zm. 1895)
- 1837 – Joaquin Miller, amerykański dziennikarz, poeta, dramaturg (zm. 1913)
- 1838:
  - Jan Gebauer, czeski filolog, językoznawca, slawista (zm. 1907)
  - Karl Weyprecht, austro-węgierski oficer marynarki wojennej, geofizyk, badacz polarny, odkrywca Ziemi Franciszka Józefa (zm. 1881)
- 1841:
  - Antonín Dvořák, czeski kompozytor, dyrygent (zm. 1904)
  - Charles J. Guiteau, amerykański prawnik, zamachowiec pochodzenia francuskiego (zm. 1882)
  - Carl Johan Gustaf Snoilsky, szwedzki arystokrata, poeta, dyplomata (zm. 1903)
- 1842 – Antoni Zabielski, polski ziemianin, urzędnik, uczestnik powstania styczniowego (zm. 1916)
- 1843 – Dmitrij Anuczin, rosyjski geograf, antropolog, etnograf, archeolog, limnolog (zm. 1923)
- 1844 – Tadeusz Pilat, polski prawnik, polityk (zm. 1923)
- 1847 – Francesco Gnecchi, włoski malarz, numizmatyk (zm. 1919)
- 1848 – Viktor Meyer, niemiecki chemik, wykładowca akademicki pochodzenia żydowskiego (zm. 1897)
- 1850 – Paul Gerson Unna, niemiecki dermatolog, wykładowca akademicki (zm. 1929)
- 1851 – Maksim Kowalewski, rosyjski prawnik, historyk, socjolog, etnograf, polityk (zm. 1916)
- 1852 – Gojong, cesarz Korei (zm. 1919)
- 1854 – Heinrich Kreutz, niemiecki astronom (zm. 1907)
- 1855 – Michał Mankielewicz, polski jubiler (zm. 1911)
- 1857:
  - Hans von Hellmann, niemiecki polityk (zm. 1917)
  - Georg Michaelis, niemiecki polityk, premier Prus i kanclerz Niemiec (zm. 1936)
  - Stanisław Pruszyński, polski dowódca wojskowy, marszałek polny porucznik cesarskiej i królewskiej armii, generał dywizji WP (zm. 1929)
- 1858 – Edward Windakiewicz, polski inżynier technolog górnictwa (zm. 1942)
- 1860 – Marian Gidlewski, polski lekarz, generał brygady (zm. 1925)
- 1862:
  - Mariano Benlliure, hiszpański rzeźbiarz (zm. 1947)
  - Józef Mikołaj Potocki, polski ziemianin, polityk (zm. 1922)
- 1863:
  - Maria od Boskiego Serca Jezusa, niemiecka zakonnica, mistyczka, błogosławiona (zm. 1899)
  - William Wymark Jacobs, brytyjski pisarz (zm. 1943)
- 1864:
  - Edward Findley, australijski polityk (zm. 1947)
  - Jakob Johann von Uexküll, niemiecki biolog (zm. 1944)
  - Stefan Tomaszewski, polski prawnik, działacz społeczny (zm. 1924)
- 1865 – Adolfo Albertazzi, włoski pisarz (zm. 1924)
- 1866 – Kazimierz Szulc, polski fizyk, meteorolog (zm. 1938)
- 1867 – Aleksandr Parvus, rosyjski działacz socjalistyczny pochodzenia żydowskiego (zm. 1924)
- 1868:
  - Mara Bełczewa, bułgarska pisarka, poetka, tłumaczka (zm. 1937)
  - Maria Venegas de la Torre, meksykańska zakonnica, święta (zm. 1959)
  - Yrjö Wichmann, fiński językoznawca (zm. 1932)
- 1870 – Maria, rumuńska księżniczka (zm. 1874)
- 1872:
  - George H. Dern, amerykański polityk, gubernator Utah (zm. 1936)
  - Franciszek Juliusz Nowotny, polski otolaryngolog (zm. 1924)
  - Andrzej Prądzyński, polski księgarz, wydawca, działacz społeczny (zm. 1938)
- 1873:
  - Santo Caserio, włoski anarchista, zamachowiec (zm. 1894)
  - Alfred Jarry, francuski prozaik, dramaturg, poeta (zm. 1907)
  - Czesław Kossobudzki, polski działacz socjalistyczny (zm. 1935)
  - Józef Kożdoń, śląski polityk (zm. 1949)
  - Michał Siedlecki, polski zoolog (zm. 1940)
- 1874:
  - Richard Mohr, niemiecki architekt (zm. ?)
  - Adam Rożański, polski inżynier, specjalista w dziedzinie gospodarki wodnej, wykładowca akademicki (zm. 1940)
- 1875 – Paul Puchmüller, niemiecki architekt (zm. 1942)
- 1876 – Harry Marcuse, niemiecki psychiatra (zm. 1931)
- 1878 – Théodore Aubert, szwajcarski adwokat, polityk, pisarz, alpinista (zm. 1963)
- 1879 – Bronisław Niklewski, polski fizjolog roślin (zm. 1961)
- 1881 – Harry Hillman, amerykański sprinter, płotkarz (zm. 1945)
- 1882 – Marian Grotowski, polski fizyk, wykładowca akademicki (zm. 1951)
- 1885 – Władysław Marian Zawadzki, polski ekonomista, polityk, minister skarbu (zm. 1939)
- 1886 – Siegfried Sassoon, brytyjski poeta (zm. 1967)
- 1887 – Jerzy Karadziordziewić, serbski książę, następca tronu (zm. 1972)
- 1888 – Walentin Trifonow, radziecki wojskowy, dyplomata, polityk (zm. 1938)
- 1889:
  - Marian Borzęcki, polski prawnik, adwokat, polityk, wiceprezydent Warszawy, komendant główny Policji Państwowej (zm. 1940)
  - Georg Elfengren, rosyjski major, bojownik antysowiecki, działacz ingermanlandzki (zm. 1927)
  - Jadwiga Szmidt, polsko-rosyjska fizyk, radiolog, elektrotechnik (zm. 1940)
  - Robert A. Taft, amerykański polityk, senator (zm. 1953)
- 1890:
  - Thomas Humphreys, brytyjski lekkoatleta, długodystansowiec (zm. 1967)
  - Felicjan Szczęsny Kowarski, polski malarz, rzeźbiarz, pedagog (zm. 1948)
- 1892 – Huseyn Shaheed Suhrawardy, pakistański polityk, premier Pakistanu (zm. 1963)
- 1893 – Gustaf Mattsson, szwedzki lekkoatleta, długodystansowiec (zm. 1977)
- 1894 – Willem Pijper, holenderski kompozytor, krytyk muzyczny, wykładowca (zm. 1947)
- 1895:
  - Marian Jerzy Majewski, polski komandor (zm. 1953)
  - Michał Znicz, polski aktor, artysta kabaretowy pochodzenia żydowskiego (zm. 1943)
- 1896:
  - Marian Nunberg, polski entomolog (zm. 1986)
  - Stefan Truchim, polski historyk (zm. 1967)
- 1897:
  - Juan Natalicio González, paragwajski polityk, prezydent Paragwaju (zm. 1966)
  - Jimmie Rodgers, amerykański muzyk country (zm. 1933)
- 1898:
  - Aleksander Rodziewicz, polski aktor, reżyser, dyrektor teatrów (zm. 1981)
  - Queenie Smith, amerykańska aktorka (zm. 1978)
  - Tony Vandervell, brytyjski przedsiębiorca, konstruktor, właściciel stajni wyścigowej Vanwall (zm. 1967)
- 1899:
  - Hans Bjerrum, duński hokeista na trawie (zm. 1979)
  - Jerzy Dąbrowski, polski konstruktor lotniczy (zm. 1967)
  - Marian Jankowski, polski duchowny katolicki, biskup pomocniczy siedlecki (zm. 1962)
  - May McAvoy, amerykańska aktorka (zm. 1984)
- 1900:
  - Blanche Cobb, amerykańska superstulatka (zm. 2015)
  - Michał Flieger, polski piłkarz (zm. 1959)
  - Nikołaj Mołotkow, radziecki generał major (zm. 1973)
  - Marian Suda, polski major piechoty (zm. 1943)
- 1901:
  - Miloš Beleslin, jugosłowiański piłkarz (zm. 1984)
  - Kenneth MacDonald, amerykański aktor (zm. 1972)
  - Hendrik Frensch Verwoerd, południowoafrykański polityk, premier RPA (zm. 1966)
- 1902 – Marian Bukowski, polski inżynier hydrotechnik (zm. 1939)
- 1903:
  - Mychajło Bondarenko, ukraiński i radziecki polityk (zm. 1938)
  - Ludwik Krasiński, polski działacz komunistyczny (zm. 1943)
- 1904 – Frank Cousins, brytyjski związkowiec, polityk (zm. 1986)
- 1905:
  - Thomas Keith Glennan, amerykański urzędnik państwowy, pierwszy administrator NASA (zm. 1995)
  - Ferdynand Saperas Aluja, hiszpański klaretyn, męczennik, błogosławiony (zm. 1936)
  - Henryk Świdziński, polski geolog, wykładowca akademicki (zm. 1969)
  - Henry Wilcoxon, amerykański aktor (zm. 1984)
- 1906:
  - Andriej Kirilenko, radziecki polityk (zm. 1990)
  - Emília Rotter, węgierska łyżwiarka figurowa pochodzenia żydowskiego (zm. 2003)
  - Denis de Rougemont, szwajcarski eseista, krytyk literacki, myśliciel (zm. 1985)
  - Iosif Szykin, radziecki generał pułkownik, dyplomata, polityk (zm. 1973)
- 1907:
  - Jean Aerts, belgijski kolarz szosowy i torowy (zm. 1992)
  - Philip Arthur Fisher, amerykański inwestor giełdowy (zm. 2004)
  - Jacques Flouret, francuski koszykarz, lekkoatleta (zm. 1973)
  - Władysław Kozłowski, polski porucznik pilot, inżynier, konstruktor lotniczy (zm. 1942)
- 1908:
  - Knut Fridell, szwedzki zapaśnik (zm. 1992)
  - Maria Szerocka, polska nauczycielka, członkini ZWZ-AK, kurierka (zm. 1943)
  - Franciszek Witaszek, polski lekarz, uczestnik podziemia antyhitlerowskiego (zm. 1943)
- 1909 – Józef Noji, polski lekkoatleta, długodystansowiec, działacz konspiracyjny (zm. 1943)
- 1910:
  - Jean-Louis Barrault, francuski aktor, mim (zm. 1994)
  - Irmfried Eberl, niemiecki funkcjonariusz nazistowski, komendant obozu zagłady Treblinka (zm. 1948)
  - Stefan Śródka, polski aktor, reżyser teatralny (zm. 1981)
  - Wojciech Wasiutyński, polski prawnik, publicysta, działacz katolicko-narodowy (zm. 1994)
- 1911:
  - Roman Hlibowicki, polski inżynier geodeta, wykładowca akademicki (zm. 1999)
  - Tomasz Kiesewetter, polski kompozytor, dyrygent (zm. 1992)
  - Wolfgang Späte, niemiecki pilot wojskowy, as myśliwski (zm. 1997)
- 1912:
  - Władimir Aleksiejew, radziecki admirał (zm. 1999)
  - Alexander Mackendrick, amerykański reżyser i scenarzysta filmowy pochodzenia szkockiego (zm. 1993)
  - Angus Maude, brytyjski dziennikarz, polityk (zm. 1993)
  - Marie-Dominique Philippe, francuski dominikanin, teolog, filozof (zm. 2006)
  - Jacek Szwemin, polski inżynier architekt (zm. 1940)
- 1913:
  - Władimir Baskow, radziecki major pilot, as myśliwski (zm. 1989)
  - Mary Carew, amerykańska lekkoatletka, sprinterka (zm. 2002)
- 1914:
  - Hillary Brooke, amerykańska aktorka (zm. 1999)
  - Dymitr I, grecki duchowny prawosławny, ekumeniczny patriarcha Konstantynopola (zm. 1991)
- 1915:
  - Frank Cady, amerykański aktor (zm. 2012)
  - Manuel Tuñón de Lara, hiszpański historyk (zm. 1997)
- 1916:
  - Fritz Habeck, austriacki pisarz, tłumacz (zm. 1997)
  - Luigina Sinapi, włoska mistyczka, Służebnica Boża (zm. 1978)
  - Helmuth Søbirk, duński piłkarz (zm. 1992)
- 1917:
  - Andrzej Kłopotowski, polski komandor (zm. 2004)
  - Leopold Šrom, czechosłowacki major pilot, as myśliwski (zm. 1968)
- 1918:
  - Derek Barton, brytyjski chemik, laureat Nagrody Nobla (zm. 1998)
  - Bjørn Spydevold, norweski piłkarz (zm. 2002)
- 1919:
  - Gianni Brera, włoski dziennikarz, pisarz (zm. 1992)
  - Ludmiła Celikowska, rosyjska aktorka (zm. 1992)
  - Wacław Gaziński, polski pisarz, rzeźbiarz, kompozytor (zm. 2013)
  - Stanisław Jagielski, polski podporucznik, cichociemny (zm. 1944)
  - Maria Lassnig, austriacka malarka (zm. 2014)
  - Ewa Matuszewska, polska sanitariuszka, uczestniczka powstania warszawskiego (zm. 1944)
- 1920:
  - Lesław Bartelski, polski prozaik, poeta, publictsta, leksykograf (zm. 2006)
  - Aleksandr Grawe, rosyjski aktor (zm. 2010)
- 1921:
  - Bohdan Budurowycz, polski historyk emigracyjny (zm. 2007)
  - Willy Emborg, duński kolarz szosowy
  - Marta Ingarden, polska inżynier architekt (zm. 2009)
  - Dinko Šakić, chorwacki funkcjonariusz faszystowski, zbrodniarz wojenny (zm. 2008)
  - Zygmunt Zenderowski, polski inżynier górnik, polityk, poseł na Sejm PRL (zm. 2004)
- 1922:
  - Paweł Buchalik, polski działacz konspiracyjny (zm. 1942)
  - Sid Caesar, amerykański aktor (zm. 2014)
  - George Estman, południowoafrykański kolarz torowy i szosowy (zm. 2006)
  - Lyndon LaRouche, amerykański polityk (zm. 2019)
  - Héctor Rossetto, argentyński szachista (zm. 2009)
- 1923:
  - Rasuł Gamzatow, dagestański poeta, prozaik, publicysta, tłumacz (zm. 2003)
  - Stefan Jaworski, polski generał brygady (zm. 1979)
  - Jerzy Skrzepiński, polski malarz, scenograf filmowy (zm. 2017)
- 1924:
  - Giuseppe Chiappella, włoski piłkarz (zm. 2009)
  - Wendell Ford, amerykański polityk, senator (zm. 2015)
  - Maria Górecka-Nowicka, polska aktorka (zm. 2017)
  - Maria Lewicka, polska historyk sztuki, varsavianistka (zm. 2016)
- 1925:
  - Batszewa Dagan, izraelska poetka, psycholog (zm. 2024)
  - Peter Sellers, brytyjski aktor (zm. 1980)
  - Michał Wołosewicz, polski poeta (zm. 2004)
- 1926:
  - Ștefan Bănulescu, rumuński pisarz (zm. 1998)
  - Sergio Pininfarina, włoski stylista motoryzacyjny (zm. 2012)
  - Dominik Sucheński, polski lekkoatleta, sprinter (zm. 2013)
- 1927:
  - Gabdułchaj Achatow, rosyjski językoznawca, turkolog (zm. 1986)
  - Witold Czarnecki, polski architekt, żołnierz AK (zm. 2023)
  - Natalia Smirnicka, rosyjska lekkoatletka, oszczepniczka (zm. 2004)
- 1928:
  - Rose Chibambo, malawijska działaczka niepodległościowa i polityczka (zm. 2016)
  - Henryka Gwiazda-Pietrasz, polska lekarka, polityk, poseł na Sejm PRL (zm. 2023)
- 1929:
  - Christoph von Dohnányi, niemiecki dyrygent
  - Alina Kabata-Pendias, polska profesor nauk rolniczych (zm. 2019)
  - Zdzisław Krauze, polski aktor (zm. 1997)
- 1930:
  - Mario Adorf, niemiecko-włoski aktor, pisarz
  - Jeanette Altwegg, brytyjska łyżwiarka figurowa pochodzenia szwajcarskiego (zm. 2021)
  - Marian Brudzisz, polski duchowny katolicki, redemptorysta, historyk Kościoła (zm. 2022)
  - Nguyễn Cao Kỳ, wietnamski generał, polityk, premier Wietnamu Południowego (zm. 2011)
  - Helmut Piirimäe, estoński historyk (zm. 2017)
- 1931:
  - Marion Brown, amerykański saksofonista i kompozytor jazzowy, etnomuzykolog (zm. 2010)
  - Boris Czaplin, radziecki dyplomata, polityk (zm. 2015)
  - Wadim Ignatow, radziecki polityk (zm. 1998)
  - Leszek Starkel, polski geograf, geolog, wykładowca akademicki (zm. 2021)
- 1932:
  - Patsy Cline, amerykańska piosenkarka (zm. 1963)
  - Marius Sala, rumuński językoznawca, wykładowca akademicki (zm. 2018)
- 1933:
  - Bob Garretson, amerykański kierowca wyścigowy (zm. 2025)
  - Ludomir Olszewski, polski aktor (zm. 2021)
  - Marian Więckowski, polski kolarz szosowy (zm. 2020)
- 1934:
  - Alan Dundes, amerykański folklorysta (zm. 2005)
  - Bulus Mundżid al-Haszim, libański duchowny maronicki, nuncjusz apostolski, arcybiskup Baalbek-Dajr al-Ahmar (zm. 2022)
- 1935:
  - Friedrich Baumbach, niemiecki szachista (zm. 2025)
  - Teddy Mayer, amerykański menedżer sportowy, współzałożyciel zespołu Formuły 1 McLaren (zm. 2009)
  - Ryszard Sierszulski, polski siatkarz
  - William Vance, belgijski rysownik komiksowy (zm. 2018)
- 1936:
  - Raffaele Costa, włoski polityk, publicysta
  - Virna Lisi, włoska aktorka (zm. 2014)
  - Erwin Woźniak, polski nauczyciel, historyk, pisarz, regionalista
- 1937:
  - Michał Marian Grzybowski, polski duchowny katolicki, historyk Kościoła (zm. 2023)
  - Edna Adan Ismail, somalilandzka polityczka
  - Josef Panáček, czeski strzelec sportowy (zm. 2022)
- 1938:
  - Wolfgang Bötsch, niemiecki prawnik, polityk, minister poczty i telekomunikacji (zm. 2017)
  - Bill Byrge, amerykański aktor (zm. 2025)
  - Nestor Celestial Cariño, filipiński duchowny katolicki, biskup Borongan i Legazpi (zm. 2025)
  - Ryszard Czubaczyński, polski dziennikarz, autor tekstów piosenek, aktor
  - Piotr Janczerski, polski wokalista, członek zespołów: Grupa Skifflowa No To Co i Bractwo Kurkowe 1791 (zm. 2018)
  - Reinbert de Leeuw, holenderski dyrygent, pianista, kompozytor (zm. 2020)
  - Louis Mahoney, brytyjski aktor (zm. 2020)
  - Sam Nunn, amerykański polityk, senator
  - José Augusto Torres, portugalski piłkarz, trener (zm. 2010)
- 1939:
  - Mirosław Krupiński, polski związkowiec (zm. 2012)
  - Marian Piotrowski, polski polityk, poseł na Sejm RP
  - Michel Roche, francuski jeździec sportowy (zm. 2004)
  - Peter Straub, niemiecki prawnik, polityk
- 1940:
  - Altero Matteoli, włoski polityk, minister infrastruktury i transportu (zm. 2017)
  - Jerzy Robert Nowak, polski historyk, publicysta
  - Marian Sobolewski, polski generał brygady (zm. 2020)
- 1941:
  - Dan Coe, rumuński piłkarz (zm. 1981)
  - Ippolito Giani, włoski lekkoatleta, sprinter (zm. 2018)
  - Zdeněk Groessl, czeski siatkarz, trener, działacz sportowy (zm. 2023)
  - Ibrahim as-Sajjid, egipski zapaśnik
  - Bernie Sanders, amerykański polityk, senator pochodzenia żydowskiego
- 1942:
  - Gerd Backhaus, niemiecki piłkarz
  - Hermann Gretener, szwajcarski kolarz przełajowy
- 1943:
  - Negasso Gidada, etiopski historyk, polityk, prezydent Etiopii (zm. 2019)
  - Horst Koschka, niemiecki biathlonista
- 1944:
  - Terry Jenner, australijski krykiecista (zm. 2011)
  - Mira Kubasińska, polska wokalistka, członkini zespołu Breakout (zm. 2005)
  - Ada Rusowicz, polska wokalistka, członkini zespołu Niebiesko-Czarni (zm. 1991)
- 1945:
  - Aleksander Fabisiak, polski aktor (zm. 2024)
  - Willard Huyck, amerykański reżyser, scenarzysta i producent filmowy
  - Bartłomiej Kozera, polski filozof, profesor nauk humanistycznych, nauczyciel akademicki (zm. 2025)
  - Ron McKernan, amerykański muzyk, członek zespołu Grateful Dead (zm. 1973)
  - Vinko Puljić, bośniacki duchowny katolicki, arcybiskup Sarajewa, kardynał
- 1946:
  - Amedeo Amadeo, włoski lekarz, polityk
  - Beriz Belkić, bośniacki ekonomista, polityk, premier kantonu Sarajewo, przewodniczący Prezydium Bośni i Hercegowiny (zm. 2023)
  - Krzysztof Krawczyk, polski piosenkarz, gitarzysta, kompozytor (zm. 2021)
  - Aziz Sancar, turecki chemik, laureat Nagrody Nobla
  - Zbigniew Zarzycki, polski siatkarz, trener
- 1947:
  - Halldór Ásgrímsson, islandzki polityk, premier Islandii (zm. 2015)
  - Amos Biwott, kenijski lekkoatleta, długodystansowiec
  - Rémi Brague, francuski filozof
  - Frank Ganzera, niemiecki piłkarz
  - Jean-Michel Larqué, francuski piłkarz, trener
  - Adam Niemiec, polski koszykarz, trener
  - Benjamin Orr, amerykański basista, wokalista, członek zespołu The Cars (zm. 2000)
  - Claudio Sala, włoski piłkarz
- 1948:
  - Lynn Abbey, amerykańska pisarka
  - Andrzej Kapiszewski, polski matematyk, socjolog, dyplomata (zm. 2007)
  - Jean-Pierre Monseré, belgijski kolarz szosowy, torowy i przełajowy (zm. 1971)
  - Andrzej Szymczak, polski piłkarz ręczny, bramkarz (zm. 2016)
- 1949:
  - Robert Wigmore, polityk z Wysp Cooka (zm. 2012)
  - Wałerij Wodian, ukraiński trener futsalu
- 1950:
  - Rauf Inileyev, uzbecki trener piłkarski
  - James Mattis, amerykański generał, polityk
  - Irena Nowacka, polska działaczka samorządowa, polityk, poseł na Sejm RP
  - Jerzy Radziwiłowicz, polski aktor
  - Mike Simpson, amerykański polityk, kongresman
  - Maciej Stoksik, polski rzeźbiarz
  - Heinz-Helmut Wehling, niemiecki zapaśnik
  - Martyn Woodroffe, brytyjski pływak
- 1951:
  - Tadeusz Czechak, polski muzyk
  - Janusz Danecki, polski duchowny katolicki, biskup pomocniczy Campo Grande w Brazylii (zm. 2024)
  - Franciszek Gągor, polski generał, szef Sztabu Generalnego WP (zm. 2010)
  - Tim Gullikson, amerykański tenisista, trener (zm. 1996)
  - Felicja Kinder, polska lekkoatletka, oszczepniczka
  - Béla Markó, rumuński polityk pochodzenia węgierskiego
- 1952:
  - Eli Aflalo, izraelski polityk
  - Vincent Bouvier, francuski polityk
  - Jorgos Dimitrakopulos, grecki polityk
  - David R. Ellis, amerykański reżyser filmowy, kaskader (zm. 2013)
  - Joachim Knychała, polski seryjny morderca (zm. 1985)
- 1953:
  - Anna Bukis, polska lekkoatletka, biegaczka średniodystansowa
  - Juozas Bernatonis, litewski polityk, dyplomata
  - Paweł Moczydłowski, polski pułkownik Służby Więziennej, urzędnik państwowy, socjolog, kryminolog, publicysta
- 1954:
  - Mark Foley, amerykański polityk
  - Pascal Greggory, francuski aktor
  - Siarhiej Hajdukiewicz, białoruski wojskowy, polityk
  - Raymond Odierno, amerykański generał, szef sztabu United States Army (zm. 2021)
  - Michael Shermer, amerykański publicysta, historyk nauki
  - Jeorjos Tusas, grecki polityk
- 1955:
  - Walerij Gierasimow, rosyjski generał, polityk
  - Marian Podziewski, polski polityk, wojewoda warmińsko-mazurski
  - Janusz Sepioł, polski architekt, historyk sztuki, polityk, marszałek województwa małopolskiego, senator RP
- 1956:
  - Maurice Cheeks, amerykański koszykarz, trener
  - Stefan Johansson, szwedzki kierowca wyścigowy
  - Jacky Munaron, belgijski piłkarz, bramkarz
  - Ewa Żmuda-Trzebiatowska, polska nauczycielka, działaczka samorządowa, polityk, poseł na Sejm RP
- 1957:
  - Maciej Kozłowski, polski aktor (zm. 2010)
  - Zoltán Mucsi, węgierski aktor
  - Oscar Nkolo, kongijski duchowny katolicki, biskup Mweka
  - Heather Thomas, amerykańska aktorka, scenarzystka, aktywistka polityczna
- 1958:
  - Siergiej Smagin, rosyjski szachista
  - Irena Stanisławska, polska dziennikarka, pisarka
- 1959:
  - Wiktor Czirkow, rosyjski admirał
  - Carlos Muñoz, meksykański piłkarz
  - Larry Spriggs, amerykański koszykarz
  - Włodzimierz Środa, polski koszykarz (zm. 2017)
- 1960:
  - Stefano Casiraghi, włoski przedsiębiorca, motorowodniak, członek monakijskiej rodziny książęcej (zm. 1990)
  - Alexi Grewal, amerykański kolarz szosowy pochodzenia indyjskiego
  - Aimee Mann, amerykańska piosenkarka, basistka
  - Antoine Richard, francuski lekkoatleta, sprinter
  - Giuseppe Satriano, włoski duchowny katolicki, arcybiskup Rossano-Cariati
  - Grażyna Strachota, polska aktorka, wokalistka
  - Aguri Suzuki, japoński kierowca wyścigowy
  - Jerzy Szmit, polski polityk, samorządowiec, poseł na Sejm i senator RP
- 1961:
  - Anđela Frančić, chorwacka językoznawczyni, wykładowczyni akademicka
  - Gabriele Günz, niemiecka lekkoatletka, skoczkini wzwyż
  - Wendi Richter, amerykańska wrestlerka
  - Maciej Tomaszewski, polski aktor
- 1962:
  - Sergio Casal, hiszpański tenisista
  - Ewa Grabowska, polska narciarka alpejska
  - Roman Kolek, polski samorządowiec, wicemarszałek województwa opolskiego
  - Thomas Kretschmann, niemiecki aktor, model
- 1963:
  - Susanne Gunnarsson, szwedzka kajakarka
  - Mieczysław Karłowicz, polski kolarz szosowy
  - Li Ning, chiński gimnastyk
  - Herbert Waas, niemiecki piłkarz
  - Larry Zerner, amerykański aktor, prawnik
- 1964:
  - Grzegorz Kozioł, polski samorządowiec, wójt gminy Tarnów
  - Dunja Mijatović, bośniacka działaczka na rzecz praw człowieka
  - Nie Haisheng, chiński generał brygady lotnictwa, tajkonauta
  - Leszek Niemycki, polski ekonomista, bankowiec
  - Nuno Isidro Nunes Cordeiro, portugalski duchowny katolicki, biskup pomocniczy Patriarchatu Lizbony
  - Jacek Pastusiński, polski lekkoatleta, trójskoczek, plastyk
  - Chad Zielinski, amerykański duchowny katolicki, biskup Fairbanks pochodzenia polskiego
- 1965:
  - Barbra Fontana, amerykańska siatkarka plażowa
  - Marcia Gudereit, kanadyjska curlerka
  - Grzegorz Hryciuk, polski historyk, wykładowca akademicki
  - Matt Ruff, amerykański pisarz
  - Veronika Vrecionová, czeska bizneswoma, działaczka samorządowa, polityk, eurodeputowana
  - Darlene Zschech, australijska piosenkarka
- 1966:
  - Carola Häggkvist, szwedzka piosenkarka
  - Dušan Petrović, serbski prawnik, polityk
  - Daniele Pontoni, włoski kolarz przełajowy, górski i szosowy
  - Rochelle Stevens, amerykańska lekkoatletka, sprinterka
- 1967:
  - Steffen Blochwitz, niemiecki kolarz torowy i szosowy
  - Tomasz Bracichowicz, polski muzyk rockowy, kompozytor, producent muzyczny
  - Rafael Gutiérrez Aldaco, meksykański piłkarz
  - Lidija Kawina, rosyjska muzyk awangardowa
  - Azat Peruaszew, kazachski polityk
  - Mariusz Strzelecki, polski żużlowiec (zm. 1994)
  - Brian Wellman, bermudzki lekkoatleta, trójskoczek
- 1968:
  - Dariusz Babiarz, polski wokalista, gitarzysta, członek zespołów Holy Dogs i Kofi
  - Andrzej Cofalik, polski sztangista
  - Roberto Di Donna, włoski strzelec sportowy
  - Christophe Dupouey, francuski kolarz górski (zm. 2009)
  - Agustin Egurrola, polski tancerz, choreograf pochodzenia kubańskiego
  - Paul Mazurkiewicz, amerykański perkusista, członek zespołu Cannibal Corpse pochodzenia polskiego
  - Ray Wilson, szkocki wokalista, członek zespołów Genesis i Stiltskin
  - Dariusz Zientalak jr., polski pisarz science fiction, redaktor, wydawca
- 1969:
  - Lars Bohinen, norweski piłkarz
  - Eusebio Di Francesco, włoski piłkarz, trener
  - Oswaldo Ibarra, ekwadorski piłkarz, bramkarz
  - Gary Speed, walijski piłkarz, trener (zm. 2011)
- 1970:
  - Neko Case, amerykańska piosenkarka country, muzyk, kompozytorka, autorka tekstów
  - Latrell Sprewell, amerykański koszykarz
  - Mariusz Szczerski, polski wokalista, członek zespołu Honor (zm. 2005)
  - Timur Tajmazow, ukraiński sztangista pochodzenia osetyjskiego
  - Mark Watson, kanadyjski piłkarz pochodzenia szkockiego
  - Clarence Weatherspoon, amerykański koszykarz
- 1971:
  - David Arquette, amerykański aktor, reżyser, producent i scenarzysta filmowy
  - Daniela Baumer, szwajcarska kajakarka
  - Martin Freeman, brytyjski aktor
  - Tamar Iweri, gruzińska śpiewaczka operowa (sopran)
  - Martyn Margetson, walijski piłkarz, bramkarz, trener
  - Ryuta Sakurai, japoński zawodnik MMA
  - Giovanni Sirovich, włoski szablista
  - Gerazym (Szewcow), rosyjski biskup prawosławny
- 1972:
  - Markus Babbel, niemiecki piłkarz
  - Daniele Capezzone, włoski polityk
  - Brooke Hovey, amerykańska biegaczka narciarska
  - Bartosz Konopka, polski reżyser filmowy, filmoznawca
  - Ioamnet Quintero, kubańska lekkoatletka, skoczkini wzwyż
- 1973:
  - Khamis Al-Owairan, saudyjski piłkarz (zm. 2020)
  - Ángel Darío Colla, argentyński kolarz torowy i szosowy
  - Marek Długosz, polski gitarzysta (zm. 2010)
  - Jason Downs, amerykański piosenkarz
  - Lorraine Fenton, jamajska lekkoatletka, sprinterka
  - Petre Marin, rumuński piłkarz
  - Włodzimierz (Oraczow), ukraiński biskup prawosławny
  - Shao Jingwen, chińska lekkoatletka, tyczkarka
  - Innocenty (Wietrow), rosyjski biskup prawosławny
- 1974:
  - Marios Agatokleus, cypryjski piłkarz
  - Szymon Ligarzewski, polski piłkarz ręczny
  - Braulio Luna, meksykański piłkarz
  - Aleksiej Pietrow, rosyjski sztangista
  - Yaw Preko, ghański piłkarz
- 1975:
  - Mario Bazina, chorwacki piłkarz
  - Mike Brown, amerykański zawodnik MMA
  - Mariusz Dzwonek, polski gitarzysta, perkusista, członek zespołu Frontside
  - Richard Hughes, brytyjski perkusista, członek zespołu Keane
  - Lee Eul-yong, południowokoreański piłkarz
  - Jelena Lichowcewa, rosyjska tenisistka
  - Larenz Tate, amerykański aktor
  - Leonardo Valdés, kostarykański szachista, trener
- 1976:
  - Anna Barańska, polska himalaistka
  - Renán Calle, ekwadorski piłkarz
  - Jewgienij Chacej, rosyjski hokeista (zm. 2023)
  - Jervis Drummond, kostarykański piłkarz
  - Sjeng Schalken, holenderski tenisista
- 1977:
  - Jason Collier, amerykański koszykarz (zm. 2005)
  - Nate Johnson, amerykański koszykarz
  - Maja Medvešek, słoweńska lekkoatletka, tyczkarka
  - Małgorzata Rosiak, polska snowboardzistka
  - Sonja Wiedemann, niemiecka saneczkarka
- 1978:
  - Haukur Ingi Guðnason, islandzki piłkarz
  - Marco Sturm, niemiecki hokeista, trener
- 1979:
  - Bernd Korzynietz, niemiecki piłkarz
  - Péter Lékó, węgierski szachista
  - Pink, amerykańska piosenkarka
- 1980:
  - Dawid Cieślewicz, polski żużlowiec
  - Bernard Gomou, gwinejski przedsiębiorca, polityk, premier Gwinei
  - Jacek Hiro, polski gitarzysta, kompozytor, autor tekstów
  - Kristian Kjelling, norweski piłkarz ręczny
  - Mbulaeni Mulaudzi, południowoafrykański lekkoatleta, średniodystansowiec (zm. 2014)
  - Luigi Pieroni, belgijski piłkarz
  - Slim Thug, amerykański raper
- 1981:
  - Gregory Burke, amerykański aktor
  - Teruyuki Moniwa, japoński piłkarz
  - Morten Gamst Pedersen, norweski piłkarz
  - Jonathan Taylor Thomas, amerykański aktor
  - Katarzyna Zielińska-Jaworska, polska aktorka
- 1982:
  - Marian Cozma, rumuński piłkarz ręczny (zm. 2009)
  - Golo Euler, niemiecki aktor
  - Chathura Gunaratne, lankijski piłkarz
  - Danijar Köbönow, kirgiski zapaśnik
  - Shereefa Lloyd, jamajska lekkoatletka, sprinterka
  - David Quiroz, ekwadorski piłkarz
- 1983:
  - Diego Benaglio, szwajcarski piłkarz, bramkarz
  - Peter Kauzer, słoweński kajakarz górski
  - Anna Kras, polska judoczka
  - Ņikita Ņikiforovs, łotewski politolog, samorządowiec, polityk pochodzenia rosyjskiego
- 1984:
  - Jennifer Humphrey, amerykańska koszykarka
  - Whitney Myers, amerykańska pływaczka
  - Bobby Parnell, amerykański baseballista
  - Witalij Pietrow, rosyjski kierowca wyścigowy
  - Jürgen Säumel, austriacki piłkarz
  - Peter Whittingham, angielski piłkarz (zm. 2020)
- 1985:
  - Jason Boone, amerykański koszykarz
  - Tomasz Jodłowiec, polski piłkarz
  - Denny Morrison, kanadyjski łyżwiarz szybki
  - Rafał Skalski, polski reżyser filmowy, dokumentalista
  - Ingolf Wunder, austriacki pianista
- 1986:
  - Carlos Bacca, kolumbijski piłkarz
  - Johan Dahlin, szwedzki piłkarz, bramkarz
  - Enikõ Erõs, węgierska lekkoatletka, tyczkarka
  - João Moutinho, portugalski piłkarz
  - Kiriłł Nababkin, rosyjski piłkarz
  - Julija Rycikawa, białoruska koszykarka
  - Krystal Vaughn, amerykańska koszykarka
  - Rosemarie Whyte, jamajska lekkoatletka, sprinterka
- 1987:
  - Alexandre Bilodeau, kanadyjski narciarz dowolny
  - Danielle Frenkel, izraelska lekkoatletka, skoczkini wzwyż
  - Wiz Khalifa, amerykański raper, piosenkarz
  - Illa Marczenko, ukraiński tenisista
  - Brenda Martinez, amerykańska lekkoatletka, biegaczka średniodystansowa
  - Mexer, mozambicki piłkarz
  - Marcel Nguyen, niemiecki gimnastyk pochodzenia wietnamskiego
  - Víctor Sánchez Mata, hiszpański piłkarz
- 1988:
  - Adrián Bone, ekwadorski piłkarz, bramkarz
  - Lauren Gibbemeyer, amerykańska siatkarka
  - Patrick Hager, niemiecki hokeista
  - Betina Jozami, argentyńska tenisistka
  - Rie Kanetō, japońska pływaczka
  - Licá, portugalski piłkarz
  - Ben Payal, luksemburski piłkarz
  - Gustav Schäfer, niemiecki perkusista, członek zespołu Tokio Hotel
- 1989:
  - Jelena Arżakowa, rosyjska lekkoatletka, biegaczka średniodystansowa
  - Avicii, szwedzki didżej, producent muzyczny (zm. 2018)
  - Barbara Białas, polska judoczka
  - Gylfi Sigurðsson, islandzki piłkarz
  - Tabaré Viudez, urugwajski piłkarz
  - Jessica Walker, amerykańska siatkarka
- 1990:
  - Josh Auty, angielski żużlowiec
  - Matt Barkley, amerykański futbolista
  - Gerrit Cole, amerykański baseballista
  - Matthew Dellavedova, australijski koszykarz
  - Sylvester Igboun, nigeryjski piłkarz
  - Michal Kempný, czeski hokeista
  - Siergiej Mudrow, rosyjski lekkoatleta, skoczek wzwyż
  - Ivica Radić, chorwacki koszykarz
  - Tokelo Rantie, południowoafrykański piłkarz
  - José Manuel Velázquez, wenezuelski piłkarz
- 1992:
  - Bernard, brazylijski piłkarz
  - Temi Fagbenle, brytyjska koszykarka pochodzenia nigeryjskiego
  - Michał Jakóbowski, polski piłkarz
  - Kwak Ye-ji, południowokoreańska łuczniczka
  - Nino Niederreiter, szwajcarski hokeista
  - Sabina Podlasek, polska siatkarka
- 1993:
  - Yoshikazu Fujita, japoński rugbysta
  - Thomas Silvers, amerykański perkusista, wokalista, członek zespołu Before You Exit
  - Tamara de Sousa, brazylijska lekkoatletka, wieloboistka
  - Braian Toledo, argentyński lekkoatleta, oszczepnik (zm. 2020)
  - Amanda Zahui, szwedzka koszykarka pochodzenia iworyjskiego
- 1994:
  - Marco Benassi, włoski piłkarz
  - Yassine Benzia, algierski piłkarz
  - Bruno Fernandes, portugalski piłkarz
  - Sebastian Stasiak, polski pięcioboista nowoczesny
- 1995:
  - Elsabeth Black, kanadyjska gimnastyczka sportowa
  - Paweł Kaczmarek, polski kajakarz
  - Radosław Sawicki, polski hokeista
  - Julian Weigl, niemiecki piłkarz
- 1996:
  - Jonas Aden, norweski didżej, producent muzyczny
  - Samy Mmaee, marokański piłkarz pochodzenia kameruńskiego
  - Sally Raguib, dżibutańska judoczka
- 1998:
  - Steven Alzate, kolumbijski piłkarz
  - Mercedesz Kantor, włoska siatkarka pochodzenia węgierskiego
  - Alessio Lorandi, włoski kierowca wyścigowy
- 1999:
  - Thomas Champion, francuski kolarz szosowy i górski
  - Artiom Galimow, rosyjski hokeista
  - Edwin Lara, meksykański piłkarz
  - Natalia Murek, polska siatkarka
  - Patrick de Paula, brazylijski piłkarz
- 2000:
  - Tomáš Bobček, słowacki piłkarz
  - Matheus França, brazylijski piłkarz
  - Magdalena Kobielusz, polska biegaczka narciarska
  - Miles McBride, amerykański koszykarz
  - Maurice Voigt, niemiecki lekkoatleta, oszczepnik
- 2002:
  - Gaten Matarazzo, amerykański aktor, piosenkarz pochodzenia włoskiego
  - Luka Sučić, chorwacki piłkarz
- 2003 – Kuba Hawryluk, polski siatkarz

## Zmarli
- 479 – Yūryaku, cesarz Japonii (ur. 418)
- 701 – Sergiusz I, papież, święty (ur. ?)
- 780 – Leon IV Chazar, cesarz bizantyński (ur. ok. 750)
- 1100 – Wibert, arcybiskup Rawenny, antypapież Klemens III (ur. ok. 1025)
- 1148 – Wilhelm z Saint Thierry, francuski benedyktyn, teolog, mistyk (ur. ?)
- 1193 – Robert de Sablé, wielki mistrz zakonu templariuszy (ur. 1150)
- 1287 – Giordano Orsini, włoski kardynał (ur. ?)
- 1380 – Aleksander Pierieswiet, rosyjski święty mnich prawosławny (ur. ?)
- 1391 – Eryk z Winsen, niemiecki duchowny katolicki, franciszkanin, biskup przemyski (ur. ?)
- 1425 – Karol III Szlachetny, król Nawarry (ur. 1361)
- 1475 – Alan z La Roche, bretoński dominikanin, błogosławiony (ur. ok. 1428)
- 1476 – Jan II, książę Alençon (ur. 1409)
- 1478 – Serafina Sforza, włoska klaryska, błogosławiona (ur. 1434)
- 1515 – Jan z Reguł, polski lekarz, filozof, profesor i rektor Akademii Krakowskiej (ur. ok. 1435)
- 1523 – Maciej Miechowita, polski lekarz, historyk, geograf, profesor i rektor Akademii Krakowskiej (ur. 1457)
- 1548 – Jan IV z Pernsteinu, czeski i morawski szlachcic (ur. 1487)
- 1555 – Tomasz z Villanuevy, hiszpański duchowny katolicki, arcybiskup Walencji, święty (ur. 1486)
- 1560 – Amy Robsart, angielska arystokratka (ur. 1532)
- 1564 – Mathurin Cordier, francuski działacz reformacyjny, pisarz, pedagog (ur. 1479/80)
- 1613 – Carlo Gesualdo, włoski kompozytor, lutnista (ur. ?)
- 1619 – Stefan Pongracz, węgierski zakonnik, prezbiter, męczennik, święty (ur. 1582)
- 1627 – Juan Sánchez Cotán, hiszpański malarz (ur. 1560)
- 1628:
  - Leon Aibara, japoński tercjarz dominikański, męczennik, błogosławiony (ur. ?)
  - Paweł Aibara Sandayū, japoński tercjarz dominikański, męczennik, błogosławiony (ur. ?)
  - Roman Aibara, japoński tercjarz dominikański i franciszkański, męczennik, błogosławiony (ur. ?)
  - Mateusz Alvarez Anjin, japoński tercjarz dominikański i franciszkański, męczennik, błogosławiony (ur. ?)
  - Dominik Castellet Vinale, kataloński dominikanin, misjonarz, męczennik, błogosławiony (ur. 1592)
  - Jan Imamura, japoński tercjarz dominikański, męczennik, błogosławiony (ur. ?)
  - Dominik Nihachi, japoński męczennik, błogosławiony (ur. 1626)
  - Franciszek Nihachi, japoński męczennik, błogosławiony (ur. 1623)
  - Ludwik Nihachi, japoński tercjarz dominikański i franciszkański, męczennik, błogosławiony (ur. ?)
  - Antoni od św. Dominika, japoński dominikanin, męczennik, błogosławiony (ur. 1608)
  - Tomasz od św. Jacka, japoński dominikanin, męczennik, błogosławiony (ur. 1598)
  - Łucja Omura, japońska męczennica, błogosławiona (ur. ok. 1548)
  - Jan Roman, japoński męczennik, błogosławiony (ur. ?)
  - Michał Yamada Kasahashi, japoński tercjarz dominikański i franciszkański, męczennik, błogosławiony (ur. ?)
- 1637 – Robert Fludd, angielski lekarz, filozof, pisarz (ur. 1574)
- 1642 – Thomas Granger, amerykański przestępca (ur. ok. 1625)
- 1644 – Francis Quarles, angielski poeta (ur. 1592)
- 1645 – Francisco de Quevedo, hiszpański poeta, polityk (ur. 1580)
- 1654 – Piotr Klawer, hiszpański jezuita, misjonarz, święty (ur. 1580)
- 1660 – Daniel Czepko von Reigersfeld, śląski poeta, dramaturg (ur. 1605)
- 1682 – Juan Caramuel y Lobkowitz, hiszpański duchowny katolicki, pisarz (ur. 1606)
- 1691 – Bogusław Leszczyński, polski duchowny katolicki, biskup łucki, biskup nominat płocki (ur. ok. 1645)
- 1698 – Franciszek Meninski, polski językoznawca, gramatyk, leksykograf pochodzenia francuskiego (ur. ?)
- 1713 – Livio Odescalchi, włoski arystokrata (ur. 1658)
- 1714 – Sylwester Pieszkiewicz, polski duchowny greckokatolicki, arcybiskup połocki (ur. ?)
- 1721 – Michal Brokoff, czeski rzeźbiarz (ur. 1686)
- 1767 – Jean-Armand Dieskau, francuski arystokrata, najemnik pochodzenia niemieckiego (ur. 1701)
- 1780 – Jeanne-Marie Leprince de Beaumont, francuska pisarka (ur. 1711)
- 1784 – Ann Lee, brytyjska reformatorka religijna (ur. 1736)
- 1792 – Henry Vane, brytyjski arystokrata, polityk (ur. 1726)
- 1800:
  - Ernest Fryderyk, książę Saksonii-Coburg-Saalfeld (ur. 1724)
  - Pierre Gaviniès, francuski skrzypek, kompozytor (ur. 1728)
- 1811 – Peter Simon Pallas, niemiecki zoolog, botanik (ur. 1741)
- 1812 – Aleksander Antoni Sapieha, polski podróżnik, przyrodnik, geolog, etnograf, slawista, polityk, mecenas (ur. 1773)
- 1814:
  - Maria Karolina Habsburg, królowa Neapolu i Sycylii (ur. 1752)
  - Thomas Spence, brytyjski radykalny myśliciel polityczny (ur. 1750)
- 1824:
  - Antonio Gabriele Severoli, włoski kardynał (ur. 1757)
  - Franciszek Wyszkowski, polski hrabia, generał major (ur. 1764)
- 1831 – Rajnold Suchodolski, polski poeta, działacz niepodległościowy, uczestnik powstania listopadowego (ur. 1804)
- 1837 – Samuel Egerton Brydges, brytyjski bibliograf, historyk literatury, polityk (ur. 1762)
- 1848 – Gustaw, landgraf Hesji-Homburg, generał austriacki (ur. 1781)
- 1852 – Piotr Wołkoński, rosyjski kniaź, wojskowy, polityk (ur. 1776)
- 1853 – Antoine-Frédéric Ozanam, francuski historyk literatury i filozofii, działacz katolicki, błogosławiony (ur. 1813)
- 1854:
  - Alojzy Prosper Biernacki, polski ziemianin, polityk (ur. 1778)
  - Angelo Mai, włoski kardynał (ur. 1782)
- 1855 – Konstanty Parczewski, polski major, uczestnik powstania listopadowego, emigrant (ur. 1801)
- 1857 – Jean François Boissonade de Fontarabie, francuski filolog klasyczny, hellenista (ur. 1774)
- 1862 – Ignacio Zaragoza, meksykański generał (ur. 1829)
- 1864 – Johannes von Geissel, niemiecki duchowny katolicki, arcybiskup metropolita Kolonii, kardynał (ur. 1796)
- 1871:
  - Lodovico Maria Besi, włoski duchowny katolicki, biskup, misjonarz, wikariusz apostolski Szantungu, delegat apostolski w Argentynie (ur. 1805)
  - John Edwards Holbrook, amerykański zoolog (ur. 1794)
- 1878 – Miguel García Granados y Zavala, gwatemalski polityk, prezydent Gwatemali (ur. 1809)
- 1879 – William Morris Hunt, amerykański malarz (ur. 1824)
- 1880 – Wilhelm August Rieder, austriacki malarz (ur. 1796)
- 1881 – Fryderyk, holenderski książę, admirał (ur. 1797)
- 1882 – Joseph Liouville, francuski matematyk (ur. 1809)
- 1888 – Annie Chapman, brytyjska prostytutka, ofiara Kuby Rozpruwacza (ur. 1841)
- 1892:
  - Enrico Cialdini, włoski generał, polityk, dyplomata (ur. 1811)
  - Louisa Jane Hall, amerykańska poetka, dramatopisarka, eseistka, krytyk literacki (ur. 1802)
- 1893 – Aleksander Cederbaum, polsko-rosyjski dziennikarz, wydawca pochodzenia żydowskiego (ur. 1816)
- 1894:
  - Hermann von Helmholtz, niemiecki fizyk (ur. 1821)
  - Filip Orleański, hrabia Paryża (ur. 1838)
- 1895:
  - Friedrich Gottlob Keller, niemiecki wynalazca (ur. 1816)
  - Adam Opel, niemiecki przemysłowiec (ur. 1837)
- 1897 – Antoni Ślósarski, polski zoolog ewolucjonista, fizjograf (ur. 1843)
- 1902:
  - Ulrich von Behr-Negendank, pruski polityk (ur. 1826)
  - James Hobrecht, niemiecki inżynier (ur. 1825)
  - Bolesław Jerzykiewicz, polski botanik, pedagog, uczestnik powstania styczniowego (ur. 1839)
  - Sensai Nagayo, japoński lekarz, polityk (ur. 1838)
- 1905 – Marcin Kasprzak, polski drukarz, dekarz, działacz robotniczy (ur. 1860)
- 1909 – Vere St Leger Goold, irlandzki tenisista (ur. 1853)
- 1911 – Jan Puzyna, polski książę, duchowny katolicki, biskup pomocniczy lwowski, biskup krakowski, kardynał (ur. 1842)
- 1913 – Richard Scheuermann, niemiecki kolarz torowy (ur. 1876)
- 1914 – Piotr Niestierow, rosyjski pilot (ur. 1887)
- 1918 – Franciszek Maria od Krzyża Jordan, szwajcarski duchowny katolicki, Sługa Boży (ur. 1848)
- 1919 – Franciszek Gawełek, polski etnograf, bibliofil (ur. 1884)
- 1920:
  - Harmon Northrop Morse, amerykański chemik (ur. 1848)
  - Rudolf Mosse, niemiecki drukarz, wydawca, filantrop pochodzenia żydowskiego (ur. 1843)
  - Stanisław Potencki, polski podporucznik artylerii (ur. 1899)
- 1921 – Jan Janský, czeski neurolog, psychiatra, serolog (ur. 1873)
- 1922 – Léon Bonnat, francuski malarz (ur. 1833)
- 1923 – Ugo Sivocci, włoski kierowca i motocyklista wyścigowy (ur. 1885)
- 1928:
  - Ulrich von Brockdorff-Rantzau, niemiecki polityk, dyplomata (ur. 1869)
  - Franciszek Fierich, polski prawnik, wykładowca akademicki, polityk (ur. 1860)
- 1929 – Karol Jaroszyński, polski finansista, przedsiębiorca, filantrop (ur. 1878)
- 1930 – André Léri, francuski neurolog (ur. 1875)
- 1933 – Fajsal I, król Iraku (ur. 1885)
- 1936:
  - Apolonia Lizarraga od Najświętszego Sakramentu, hiszpańska karmelitanka miłosierdzia, męczennica, błogosławiona (ur. 1867)
  - Józefa od św. Jana Bożego Ruano García, hiszpańska zakonnica, męczennica, błogosławiona (ur. 1854)
  - Maria Dolores od św. Eulalii Puig Bonany, hiszpańska zakonnica, męczennica, błogosławiona (ur. 1857)
- 1937:
  - Stefan Borowiecki, polski psychiatra, neurolog (ur. 1881)
  - Géza Horváth, węgierski entomolog (ur. 1847)
  - Aleksandr Rozanow, radziecki funkcjonariusz organów bezpieczeństwa pochodzenia żydowskiego (ur. 1896)
  - Nektariusz (Triezwinski), rosyjski biskup prawosławny (ur. ?)
- 1939:
  - Stanisław Kosko, polski porucznik marynarki wojennej, kapitan żeglugi wielkiej (ur. 1898)
  - Władysław Robota, polski duchowny katolicki, działacz narodowy i społeczny (ur. 1872)
- 1940:
  - Aleksander Maniecki, polski aktor (ur. 1883)
  - Marian Morawski, polski duchowny katolicki, jezuita, filozof (ur. 1881)
- 1941:
  - Giuseppe Amisani, włoski malarz portrecista (ur. 1881)
  - Mojżesz Pelc, polski lekarz, major pochodzenia żydowskiego (ur. 1888)
- 1942 – Adam Bargielski, polski duchowny katolicki, męczennik, błogosławiony (ur. 1903)
- 1943:
  - Julius Fučík, czeski pisarz, dziennikarz (ur. 1903)
  - Hiacynta Lula, polska zakonnica, męczennica, Służebnica Boża (ur. 1915)
  - Leon Julian Padlewski, polski bakteriolog (ur. 1870)
- 1944:
  - Georg Hansen, niemiecki oficer Wehrmachtu (ur. 1904)
  - Ulrich von Hassell, niemiecki dyplomata (ur. 1881)
  - Ulrich Wilhelm Schwerin von Schwanenfeld, niemiecki ziemianin, oficer Wehrmachtu (ur. 1902)
  - Czesław Zadrożny, polski żołnierz AK, uczestnik powstania warszawskiego (ur. 1904)
- 1946 – Antoni Kopaczewski, polski podporucznik, żołnierz AK, uczestnik podziemia antykomunistycznego (ur. 1918)
- 1949 – Richard Strauss, niemiecki kompozytor (ur. 1864)
- 1950:
  - Kang Gŏn, północnokoreański generał-lejtnant (ur. 1918)
  - Hanka Ordonówna, polska piosenkarka, aktorka (ur. 1902)
- 1953:
  - Johannes Baumann, szwajcarski polityk, prezydent Szwajcarii (ur. 1874)
  - Robert Kienböck, austriacki radiolog (ur. 1871)
  - Fred M. Vinson, amerykański prawnik, polityk (ur. 1890)
  - George Allison Wilson, amerykański prawnik, polityk (ur. 1884)
- 1954:
  - André Derain, francuski malarz, grafik, rzeźbiarz, scenograf (ur. 1880)
  - Zbigniew Leliwa-Sujkowski, polski geolog, wykładowca akademicki, żołnierz AK (ur. 1898)
- 1955:
  - Jan de Jong, holenderski duchowny katolicki, arcybiskup Utrechtu, kardynał (ur. 1885)
  - Richard Verderber, austriacki szermierz (ur. 1884)
- 1958 – Franciszek Hynek, polski major pilot balonowy (ur. 1897)
- 1960:
  - Vilmos Huszár, węgierski malarz, projektant (ur. 1894)
  - Kazimiera Kutrzebianka, polska historyk sztuki (ur. 1896)
- 1861 – Emil Zawisza de Sulima, polski major piechoty (ur. 1897)
- 1962:
  - Wiktor Lampe, polski chemik, wykładowca akademicki (ur. 1875)
  - Emmanuel Mané-Katz, izraelski malarz (ur. 1894)
  - Ludwig Robert Müller, niemiecki internista (ur. 1870)
  - Iwan Omelianowicz-Pawlenko, ukraiński działacz wojskowy, generał-chorąży armii Ukraińskiej Republiki Ludowej (ur. 1881)
- 1964 – Natalia Morozowicz, polska aktorka (ur. 1879)
- 1965:
  - Dorothy Dandridge, amerykańska aktorka (ur. 1922)
  - Hermann Staudinger, niemiecki chemik, laureat Nagrody Nobla (ur. 1881)
- 1970:
  - Gentil Cardoso, brazylijski trener piłkarski (ur. 1906)
  - Georges Lagouge, francuski gimnastyk (ur. 1893)
  - Percy Spencer, amerykański inżynier, wynalazca (ur. 1894)
- 1971 – Emmett Toppino, amerykański lekkoatleta, sprinter (ur. 1909)
- 1972 – Warren Kealoha, amerykański pływak pochodzenia hawajskiego (ur. 1904)
- 1975:
  - Erik Adlerz, szwedzki skoczek do wody (ur. 1892)
  - Rudolf Czech, polski hokeista (ur. 1930)
  - Donald Bradley Duncan, amerykański admirał (ur. 1896)
  - Julian Jaworski, polski inżynier elektryk, polityk, poseł na Sejm PRL (ur. 1926)
  - Paul Metz, duński hokeista na trawie (ur. 1892)
  - Stefan Mrożewski, polski malarz, grafik, drzeworytnik (ur. 1894)
- 1976:
  - August Agbola O’Brown, polsko-nigeryjski muzyk, uczestnik powstania warszawskiego (ur. 1895)
  - Siergiej Puszkariow, radziecki generał major wojsk pancernych (zm. 1902)
- 1977 – Zero Mostel, amerykański aktor (ur. 1915)
- 1978:
  - Jean Nicolas, francuski piłkarz (ur. 1913)
  - Ricardo Zamora, hiszpański piłkarz, bramkarz (ur. 1901)
- 1979 – Mieczysław Prószyński, polski adwokat, działacz narodowy (ur. 1909)
- 1980:
  - Irvine Glennie, brytyjski admirał (ur. 1892)
  - Willard Libby, amerykański chemik, fizyk, wykładowca akademicki, laureat Nagrody Nobla (ur. 1908)
  - Max Morgenthaler, szwajcarski chemik żywności, wynalazca (ur. 1901)
- 1981 – Hideki Yukawa, japoński fizyk teoretyczny, wykładowca akademicki, laureat Nagrody Nobla (ur. 1907)
- 1982 – Kazimierz Sowiński, polski poeta, prozaik, dramatopisarz (ur. 1907)
- 1983:
  - Ibrahim Abbud, sudański generał, polityk, prezydent Sudanu (ur. 1900)
  - Bronisława Frejtażanka, polska aktorka (ur. 1915)
  - Leonid Gubanow, rosyjski poeta, dysydent (ur. 1946)
  - Antonin Magne, francuski kolarz torowy i szosowy (ur. 1904)
  - Riczard Wiktorow, rosyjski reżyser i scenarzysta filmowy (ur. 1929)
- 1984 – Johnnie Parsons, amerykański kierowca wyścigowy (ur. 1918)
- 1985 – John Franklin Enders, amerykański biolog, laureat Nagrody Nobla (ur. 1897)
- 1986 – Tomasz Stefaniszyn, polski piłkarz, bramkarz (ur. 1929)
- 1987 – Ryszard Sadowski, polski aktor (ur. 1939)
- 1989:
  - Zofia Dybowska-Aleksandrowicz, polska reżyserka dubbingowa i teatralna, dźwiękowiec (ur. 1928)
  - Barry Sadler, amerykański piosenkarz, pisarz (ur. 1940)
- 1992:
  - Jerzy Albrecht, polski ekonomista, polityk, prezydent Warszawy, wiceprzewodniczący Rady Państwa, minister finansów (ur. 1914)
  - Zbigniew Graczyk, polski aktor, malarz (ur. 1913)
- 1993 – Emilia Ziółkowska, polska tancerka, aktorka (ur. 1904)
- 1994:
  - Margaret Guido, angielska archeolog (ur. 1912)
  - Włodzimierz Scisłowski, polski poeta, satyryk, autor tekstów piosenek (ur. 1931)
- 1995 – José Luis González, meksykański piłkarz (ur. 1942)
- 1999:
  - Marino Stephano, belgijski producent muzyczny (ur. 1974)
  - Roman Taberski, polski matematyk (ur. ?)
- 2002:
  - Lucas Moreira Neves, brazylijski duchowny katolicki, arcybiskup Salvadoru, kardynał (ur. 1926)
  - Andrzej Ogrodowczyk, polski poeta, prozaik, dramaturg, eseista, krytyk literacki (ur. 1952)
- 2003:
  - Mieczysław Całka, polski aktor (ur. 1935)
  - Jaclyn Linetsky, kanadyjska aktorka (ur. 1986)
  - Leni Riefenstahl, niemiecka aktorka, reżyserka filmowa (ur. 1902)
- 2004:
  - John F. Bolt, amerykański pilot wojskowy, as myśliwski (ur. 1921)
  - Bror Mellberg, szwedzki piłkarz (ur. 1923)
  - Frank Thomas, amerykański animator (ur. 1912)
- 2005 – Noel Cantwell, irlandzki piłkarz (ur. 1932)
- 2006 – Peter Brock, australijski kierowca wyścigowy (ur. 1945)
- 2008 – Hector Zazou, francuski kompozytor, muzyk, producent muzyczny (ur. 1948)
- 2009:
  - Alaksandr Aksionau, radziecki polityk, dyplomata (ur. 1924)
  - Aage Niels Bohr, duński fizyk teoretyczny, laureat Nagrody Nobla (ur. 1922)
  - Tadeusz Dajczer, polski duchowny katolicki, religioznawca, kanonik (ur. 1931)
- 2010:
  - Jisra’el Tal, izraelski generał (ur. 1924)
  - George C. Williams, amerykański biolog, ewolucjonista, wykładowca akademicki (ur. 1926)
- 2012:
  - Aleksandr Bielawski, rosyjski aktor (ur. 1932)
  - Peter Hussing, niemiecki bokser (ur. 1948)
  - Bill Moggridge, brytyjski informatyk, projektant przemysłowy (ur. 1943)
  - Mārtiņš Roze, łotewski polityk (ur. 1964)
- 2014:
  - Marvin Barnes, amerykański koszykarz (ur. 1952)
  - Jerzy Ostoja-Koźniewski, polski działacz i polityk emigracyjny (ur. 1926)
- 2015:
  - Joaquín Andújar, dominikański baseballista (ur. 1952)
  - Bogusław Piechuta, polski kapucyn, działacz opozycji antykomunistycznej (ur. 1946)
  - Józef Warchoł, polski kick-boxer, bokser, zawodnik MMA (ur. 1964)
- 2016:
  - Hannes Arch, austriacki pilot akrobacyjny (ur. 1967)
  - Prince Buster, jamajski muzyk (ur. 1938)
  - Stanisław Michoń, polski biegacz narciarski (ur. 1955)
  - Dorota Radomska, polska aktorka (ur. 1966)
- 2017:
  - Pierre Bergé, francuski przemysłowiec (ur. 1930)
  - Jerry Pournelle, amerykański pisarz (ur. 1933)
  - Ljubiša Samardžić, serbski aktor, reżyser filmowy (ur. 1936)
- 2018:
  - Gennadi Gagulia, abchaski polityk, premier Abchazji (ur. 1948)
  - Aleksander Menhard, polski dziennikarz, żołnierz AK, uczestnik powstania warszawskiego (ur. 1927)
  - Chelsi Smith, amerykańska modelka, aktorka, piosenkarka, zdobywczyni tytułu Miss Universe (ur. 1973)
- 2019:
  - Andrzej Głoskowski, polski aktor (ur. 1935)
  - Jisra’el Kesar, izraelski ekonomista, socjolog, działacz związkowy, polityk, minister transportu (ur. 1931)
  - Carlos Squeo, argentyński piłkarz (ur. 1948)
- 2020:
  - Joseph Chennoth, indyjski duchowny katolicki, arcybiskup, nuncjusz apostolski (ur. 1943)
  - Ronald Harwood, brytyjski dramaturg, scenarzysta filmowy (ur. 1934)
  - Vaughan Jones, nowozelandzki matematyk, wykładowca akademicki (ur. 1952)
  - Edward Mikołajczyk, polski dziennikarz (ur. 1940)
  - Jerzy Ostrogórski, polski malarz (ur. 1944)
  - Alfred Riedl, austriacki piłkarz, trener (ur. 1949)
  - Dionýz Szögedi, słowacki lekkoatleta, sprinter (ur. 1944)
  - Benedict To Varpin, papuaski duchowny katolicki, biskup Bereiny, arcybiskup Madangu (ur. 1936)
  - Janina Zagrodzka-Kawa, polsko-norweska tłumaczka, poetka (ur. 1918)
- 2021:
  - Uno Loop, estoński piosenkarz, gitarzysta, aktor (ur. 1930)
  - Juan Guillermo López Soto, meksykański duchowny katolicki, biskup Cuauhtémoc-Madera (ur. 1947)
  - Dietmar Lorenz, niemiecki judoka (ur. 1950)
  - Jordi Rebellón, hiszpański aktor (ur. 1957)
  - Bart Sosnowski, polski wokalista bluesowy, gitarzysta, kompozytor (ur. 1983)
  - Mieczysław Szargan, polski poeta, prozaik, reżyser teatralny, dziennikarz (ur. 1933)
  - Jewgienij Ziniczew, rosyjski generał armii, minister obrony cywilnej, sytuacji nadzwyczajnych i likwidacji skutków katastrof naturalnych (ur. 1966)
- 2022:
  - Elżbieta II, królowa Wielkiej Brytanii (ur. 1926)
  - Jimmy Muguwa, ugandyjski piłkarz (ur. 1954)
- 2023:
  - Didier Berthet, francuski duchowny katolicki, biskup Saint-Dié (ur. 1962)
  - Paweł Sanakiewicz, polski aktor (ur. 1954)
- 2024 – Emi Shinohara, japońska seiyū (ur. 1963)